# Tylophorinae
Tylophorinae je podtribus zimzelenovki smješten u tribus Asclepiadeae, dio potporodice Asclepiadoideae. Sastoji se od dva roda sa ukupno 280 vrsta. Imenovan je po tipičnom rodu Tylophora R.Br., sinonim za Vincetoxicum. Vrste ovog podtribusa raširene su po Euroaziji i Africi.

## Rodovi
1. Pentatropis Wight & Arn. (4 spp.)
2. Vincetoxicum N.M.Wolf (276 spp.)